# Radnevo (obchtina)
Pour la ville, voir Radnevo.
L'Obchtina Radnèvo (bulgare : Община Раднево) est une commune dans le sud-est de la Bulgarie.

## Géographie physique
La commune de Radnèvo est située dans le sud-est de la Bulgarie, à 250 km à l'est de la capitale Sofia.
La commune se trouve dans la partie centre-nord de la plaine de Thrace du Nord. La surface résulte d'une sédimentation pliocène, sur une crête pliocène remplie de sédiments lacustres et marécageux. Des couches de lignite situées à faible profondeur se sont formées au fil du temps. Le terrain est très légèrement ondulé et incliné vers le sud-est. L'altitude varie entre 100 et à 300 m. Il est traversé par des rivières généralement au début réduit et au lit peu marqué. 

## Climat
La commune de Radnevo se caractérise par des hivers relativement doux et des étés chauds. En hiver, le Grand Balkan constitue une défense naturelle contre les masses continentales froides du nord ; seules celles venant de Sibérie pénètrent facilement depuis la mer Noire. Les masses d'air chaud peuvent remonter en toute saison depuis les mers Egée et de Marmara. En conséquence, les hivers sont généralement doux. La température annuelle moyenne de l'air est de 12,10 °C.
La quantité annuelle moyenne de précipitations est de 628 l/m2. Les précipitations ne sont pas réparties uniformément : un maximum principal est observé pendant les mois de mai et juin et un secondaire en novembre et décembre. Le minimum de précipitations se situe en août et septembre, et le secondaire se situe entre février et mars. Le pourcentage de chutes de neige est relativement faible et la couverture neigeuse ne reste pas longtemps. La zone est caractérisée par un nombre normal (28,0) de jours de brouillard par an. L'humidité relative annuelle moyenne est de 70%.

## Géographie humaine
| 1926 | 1934   | 1946   | 1956   | 1965   | 1975   | 1985   | 1992   | 2001   |
| ---- | ------ | ------ | ------ | ------ | ------ | ------ | ------ | ------ |
| -    | 26 612 | 28 248 | 27 671 | 31 597 | 30 949 | 27 335 | 26 244 | 24 280 |

| 2011   | 2021   | 2022   | - | - | - | - | - | - |
| ------ | ------ | ------ | - | - | - | - | - | - |
| 20 003 | 17 193 | 16 210 | - | - | - | - | - | - |

## Histoire
Les premiers établissements apparus sur le territoire de la commune remontent à il y a 4 000 ans. Les premiers habitants connus sont la tribu thrace des Pyrogères. Selon les données historiques, la station romaine d'Arzus était également située sur le territoire de la commune. Après la formation de l'Etat bulgare, la région est devenue une zone tampon entre la cet Etat et l'Empire Byzantin.
Le village de  Radnèvo serait apparu vers 1700 et il fut désigné comme chef-lieu de la commune de Radnèvo en 1911. Le développement du complexe énergétique de Maritsa Est, après 1960, a fondamentalement changé la vie des habitants de la municipalité.

## Administration

### Structure administrative
La municipalité de Radnèvo comprend 23 localités (1 ville et 22 villages) :
| - Beli brjag - Bozdouganovo - Balgaréné - Daskal-Atanasovo - Dinya - Glèdarchévo - Kovatch - Kovatchevo - Kolarovo | - Konstantinovets - Lyubènovo - Matsa - Ovtchartsi - Polski Gradets - Radnevo - Rissimanovo - Svobodèn | - Sarnèvo - Tihomirovo - Topolyane - Troyanovo - Trankovo - Zémlèn - Znaménossets |

Le chef-lieu de la commune de Radnevo est la ville de Radnevo.

### Maires
| Période                                  | Période  | Identité        | Étiquette  | Qualité |
| ---------------------------------------- | -------- | --------------- | ---------- | ------- |
| Les données manquantes sont à compléter. |          |                 |            |         |
| 2015                                     | 2023     | Tényo Ténèv     | GERB       |         |
| 2023                                     | En cours | Guéorgui Pètrov | PSDB - UPA |         |

## Galerie

Carte géographique de la commune de Radnèvo